# Єпіфаній Канівецький
Євдоким Васильович Канівецький  (чернече ім'я Єпіфаній; 1776, Богушкова Слобідка — 24 травня 1825, Воронеж) — український релігійний діяч на Гетьманщині, у Московії, Татарстані та Слобідській Україні. Педагог і гомілетик. Ректор Казанської духовної академії.
Також єпископ Воронезький і Черкаський Відомства православного сповідання Російської імперії. Вихованець Києво-Могилянської академії.

## Біографія
Народився в сім'ї священика о. Василія Канівецького.
По закінченню класу риторики Переяславської семінарії перевівся до Києво-Могилянської академії (1798 закінчив її повний курс). Відзначався «похвальным… знанием» грецької, французької та німецької мов, географії, історії, математики, а також філософії та богослов'я.
З 9 вересня 1798 р. працював у Переяславській семінарії вчителем вищого граматичного класу, грецької мови та в класі риторики. 16 вересня 1800 р. прийняв чернечий постриг від єпископа Переяславського С. Лебединського. 1805 р. — викладач риторики і математики Новгородської семінарії. З 8 жовтня 1806 р. — вчитель герменевтики та церковної історії Олександро-Невської семінарії. Причислений до братії Олександро-Невської лаври в Санкт-Петербурзі.
1806/1807 р. призначено архімандритом Віленського Святодухівського монастиря й запрошено «на чреду священнослуженія» до Санкт-Петербурга, де уславився виголошеними промовами. 6 лютого 1808 р. Канівецький — архімандрит Казанського Спасо-Преображенського монастиря та ректор і професор богослов'я Казанській духовній академії. Одночасно — член Казанської консисторії і благочинний монастирів Казанської єпархії.
7 січня 1811 р. нагороджений орденом св. Анни II ст. («За благоустройство основанной в 1809 году при академій библіотеки для чтенія»).
26 березня 1816 р. висвячено на єпископа Воронезького й Черкаського. У цьому сані перебував до кінця свого життя. Помер у Воронежі, похований у Вороніжському Благовіщенському кафедральному соборі.